# Thurawal
Thurawal är ett australiskt språk. Thurawal talas i New South Wales. Thurawal tillhör de pama-nyunganska språken. Enligt Australiens folkräkning 2016 talades thurawal av 26 personen.. Dess närmaste släktspråk är dhurga.